# Lobster
Lobster (ang. The Lobster) – melodramat z 2015 roku w reżyserii Jorgosa Lantimosa, zrealizowany w koprodukcji europejskiej.
Fabuła filmu przedstawia niedaleką, dystopijną przyszłość, w której osoby samotne lub rozwiedzione zostają ulokowane w specjalnych ośrodkach, gdzie pod presją czasu i groźbą zamienienia w zwierzęta, starają się połączyć w pary. W międzyczasie polują na grupę samotników, którzy pomieszkują w okolicznych lasach.

## Premiera i dystrybucja
Światowa premiera filmu miała miejsce 15 maja 2015 roku podczas 68. MFF w Cannes, w ramach którego obraz brał udział w konkursie głównym i ostatecznie otrzymał Nagrodę Specjalną Jury.
Polska premiera filmu miała miejsce 24 lipca 2015 roku, w ramach 15. MFF Nowe Horyzonty we Wrocławiu. Do ogólnopolskiej dystrybucji na terenie Polski film trafił 26 lutego 2016 roku.

## Obsada
- Colin Farrell jako David
- Rachel Weisz jako krótkowzroczna kobieta
- Jessica Barden jako krwawiąca z nosa dziewczyna
- Olivia Colman jako menadżer hotelu
- Ashley Jensen jako kobieta z ciastkami
- Ariane Labed jako pokojówka
- Angeliki Papoulia jako kobieta bez uczuć
- John C. Reilly jako sepleniący mężczyzna
- Léa Seydoux jako przywódczyni samotników
- Michael Smiley jako pływak
- Ben Whishaw jako John, kulejący mężczyzna
- Roger Ashton-Griffiths jako lekarz okulista

i inni

## Nagrody i nominacje
68. MFF w Cannes
- nagroda: Nagroda Specjalna Jury − Jorgos Lantimos
- nagroda: Queerowa Palma - Wyróżnienie Specjalne − Jorgos Lantimos
  - nominacja: Złota Palma − Jorgos Lantimos

89. ceremonia wręczenia Oscarów
- nominacja: najlepszy scenariusz oryginalny − Jorgos Lantimos i Efthymis Filippou

28. ceremonia wręczenia Europejskich Nagród Filmowych
- nagroda: Najlepszy Europejski Scenarzysta − Jorgos Lantimos i Efthymis Filippou
- nagroda: Najlepszy Europejski Kostiumolog − Sarah Blenkinsop
- nominacja: Najlepszy Europejski Film − Jorgos Lantimos, Lee Magiday, Ceci Dempsey i Ed Guiney
- nominacja: Najlepszy Europejski Reżyser − Jorgos Lantimos
- nominacja: Najlepszy Europejski Aktor − Colin Farrell

29. ceremonia wręczenia Europejskich Nagród Filmowych
- nominacja: Nagroda Publiczności (People's Choice Award) – Jorgos Lantimos